# Sauris viridata
Sauris viridata är en fjärilsart som beskrevs av W. Warren 1907. Sauris viridata ingår i släktet Sauris och familjen mätare. Inga underarter finns listade.